# Onigue Berkemi
Onigue Berkemi, właściwie Mahamat Moussa Ahmat Onigue (ur. 25 maja 1998 w Guereda) – czadyjski pisarz młodego pokolenia. Pasjonat literatury, zaczął pisać od 15 roku życia. 

## Twórczość literacka

### Powieści
- Tour d'Afrique, La terre n'est pas ronde (2017), ISBN 978-2-343-13278-5[2]